# August 1996
Portal Geschichte | Portal Biografien | Aktuelle Ereignisse | Jahreskalender | Tagesartikel

◄ |
19. Jahrhundert |
20. Jahrhundert
| 21. Jahrhundert

◄ |
1960er |
1970er |
1980er |
1990er
| 2000er | 2010er | 2020er | ►

◄ |
1992 |
1993 |
1994 |
1995 |
1996
| 1997 | 1998 | 1999 | 2000 | ►

◄ |
Mai 1996 |
Juni 1996 |
Juli 1996 |
August 1996 |
September 1996 |
Oktober 1996 |
November 1996 |
►
Dieser Artikel behandelt aktuelle Nachrichten und Ereignisse im August 1996.

## Tagesgeschehen

### Donnerstag, 1. August 1996
- London/Vereinigtes Königreich: In allen Landesteilen tritt das ausnahmslose Verbot der Tiermehl-Fütterung bei Nutztieren, z. B. Rindern, in Kraft, da Wissenschaftler inzwischen annehmen, dass Meat and Bone Meal (deutsch Fleisch- und Knochenfutter) den Erreger für die Schwammartige Veränderung von Gehirnsubstanz bei Rindern, bekannt als BSE oder „Rinderwahn“, verbreitet.[1]

### Sonntag, 4. August 1996

Olympische Ringe

- Atlanta/Vereinigte Staaten: Die Olympischen Sommerspiele enden mit der Abschlussfeier. Die erfolgreichste Nation sind die Vereinigten Staaten mit 101 Medaillen. 65 Medaillen gehen nach Deutschland, sieben in die Schweiz, drei nach Österreich.[2]
- Lausanne/Schweiz: Der Sponsoring-Erlös des Internationalen Olympischen Komitees für die Veräußerung der Olympischen Symbole an Werbepartner erreicht bei den Sommerspielen 1996 den Rekordwert von 850 Millionen US-Dollar.[3]

### Mittwoch, 7. August 1996
- Vereinigte Staaten: Die Weltraumbehörde NASA geht davon aus, dass der 1984 gefundene Marsmeteorit ALH 84001 das erste Objekt ist, welches einen Nachweis für Leben außerhalb der Erde erbringt. Das Team um den Astrobiologen David McKay berichtet über Spuren fossiler Bakterien auf dem Gesteinsbrocken.[4]

### Donnerstag, 8. August 1996
- New York/Vereinigte Staaten: Der renommierte Physiker Steven Weinberg dankt in der New York Review of Books dem Physiker Alan Sokal für die Veröffentlichung eines „Hoax“-Artikels über die vermeintliche Enttarnung der Quantengravitation als linguistisches und soziales Konstrukt. Die ausgelöste Sokal-Affäre habe die Gefahren postmoderner Wissenschaft sowie deren Präsenz im Wissenschaftsjournalismus für die qualitativen Standards der Naturwissenschaften verdeutlicht.[5]

### Montag, 12. August 1996
- Mumbai/Indien: Der Stadtrat bestimmt in der Corporation-Resolution 512 die Umbenennung der Hafenstadt Bombay in Mumbai. Das Wort „Bombay“ war eine englische Neuschöpfung auf Basis der portugiesischen Worte „Bom Bahia“ (deutsch „Gute Bucht“). Da inzwischen weder Portugal noch die Britische Krone kolonialer Herrscher über Indien ist, wählte der Rat mit „Mumbai“ einen Stadtnamen, der u. a. auf die Hindu-Göttin Mumbadevi verweist.[6]

### Dienstag, 13. August 1996
- Sars-la-Buissière/Belgien: Die Polizei verhaftet nach dem Fund zweier Mädchenleichen nahe der Stadt Charleroi und auf der Suche nach dem vermissten 12-jährigen Mädchen Sabine Dardenne u. a. den 39-jährigen Marc Dutroux.[7]

### Donnerstag, 15. August 1996
- San Diego/Vereinigte Staaten: Der Mehrheitsführer der Republikanischen Parei im Senat der Vereinigten Staaten Bob Dole wird von den Delegierten des Nominierungsparteitags zum Kandidaten für die Präsidentschaftswahl im November gekürt. Sein letzter Konkurrent Pat Buchanan zog sich während des Parteitags zurück und die Abstimmung war reine Formsache.[8]

### Freitag, 16. August 1996
- Santo Domingo/Dominikanische Republik: Leonel Antonio Fernández Reyna von der Partei der Dominikanischen Befreiung wird als neuer Staatspräsident vereidigt.[9]

### Samstag, 17. August 1996
- Abuja/Nigeria: Die wichtigsten Kriegsparteien im Bürgerkrieg in Liberia unterzeichnen den auf Initiative der Westafrikanischen Wirtschaftsgemeinschaft (Ecowas) ausformulierten Nachtrag zum Friedensvertrag von Abuja, welcher im Vorjahr geschlossen wurde. Es handelt sich um den siebzehnten Anlauf zu einem Friedensvertrag seit Kriegsbeginn im Dezember 1989, doch diesmal verlangen die Ecowas-Mitglieder zum ersten Mal einmütig die Befriedung von Liberia.[10]

### Dienstag, 20. August 1996
- Grosny/Russland: Im Krieg in Tschetschenien greifen die Streitkräfte Russlands vor Ablauf eines Ultimatums an die gegnerische Freischar um Aslan Maschadow die Vororte der Republikshauptstadt an. Maschadows Befehlsempfänger halten die Stadt seit dem 6. August. Sie sehen sich hauptsächlich als Kämpfer für die Unabhängigkeit der so genannten „Tschetschenischen Republik Itschkerien“.[11]

### Donnerstag, 22. August 1996

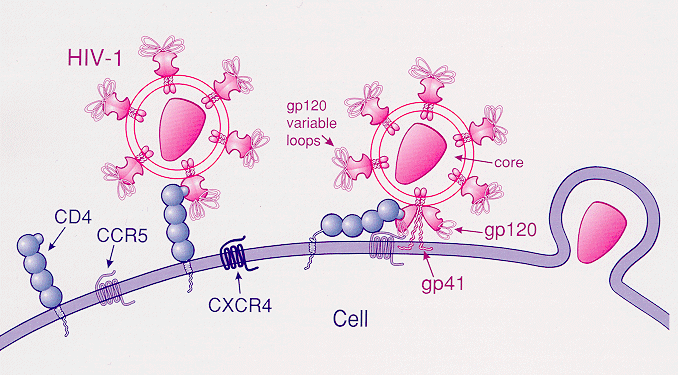
Das HI-Virus-1 (rosa) braucht das Gen CCR5, um eine Zelle zu infizieren

- London/Vereinigtes Königreich: Die Zeitschrift Nature berichtet, dass die Ursache für die vereinzelt erwiesene Immunität gegen den HI-Virus-1 erforscht wurde. Die HI-Viren brauchen, um die Zellmembran einer Wirtszelle zu erreichen, ein intaktes CCR5-Gen, aber etwa einer von 100 Europiden ist Träger eines zu CCR5-Delta32-mutierten CCR5-Gens und dadurch immun. Bei nicht-europiden Menschen tritt dieser Defekt seltener auf.[12]

### Freitag, 23. August 1996
- Afghanistan: Der staatenlose Sohn eines saudi-arabischen Bauunternehmers Osama bin Laden, dem der US-amerikanische Nachrichtendienst CIA in der Zeit der sowjetischen Intervention in Afghanistan den Bau eines Tunnelkomplexes sowie militärischer Ausbildungszentren im afghanischen Landesteil Chost ermöglichte, erklärt den Vereinigten Staaten den so genannten Heiligen Krieg mit den Worten: „Jeder Amerikaner ist unser Ziel, weil er der amerikanischen Kriegsmaschine gegen die islamische Nation hilft.“[13]

### Mittwoch, 28. August 1996
- London/Vereinigtes Königreich: Die Ehe zwischen Prinz Charles, dem erstgeborenen Sohn der Monarchin des Commonwealth Realms Elisabeth II., und seiner Frau Kronprinzessin Diana wird auf Anordnung von Elisabeth II. mit Zustimmung aller Minister der Regierung Major und jener des Erzbischofs von Canterbury vor dem Hohen Gerichtshof von England und Wales nach 15 Jahren geschieden.[14]

### Donnerstag, 29. August 1996
- Chicago/Vereinigte Staaten: Die Demokratische Partei nominiert den amtierenden US-Präsidenten Bill Clinton als Kandidaten für die Präsidentschaftswahl im November. In den Vorwahlen der Demokraten gewann sein Kontrahent Lyndon LaRouche drei Staaten für sich, aber nur in einem dieser Staaten beschloss die Partei, tatsächlich auf der heutigen Veranstaltung für den Gründer der LaRouche-Bewegung und gegen Clinton zu votieren.[15]
- Longyearbyen/Norwegen: Auf Spitzbergen prallt ein Flugzeug vom Typ Tupolew Tu-154 der russischen Vnukovo Airlines aufgrund menschlichen Versagens beim Anflug auf den Svalbard Lufthavn, Longyear, gegen einen Berg. Keiner der 141 Insassen überlebt.[16]

### Samstag, 31. August 1996

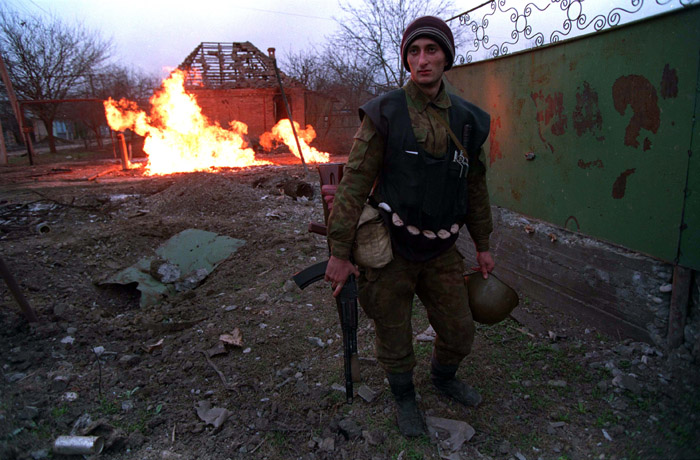
Krieg in Tschetschenien

- Chassawjurt/Russland: Die Kriegsparteien im Tschetschenienkrieg vereinbaren einen Waffenstillstand. Das Abkommen unterschreiben der Sekretär des nationalen Sicherheitsrats Alexander Lebed für die Russische Föderation, welche die Sezession der Tschetschenischen Republik im Nordkaukasus nicht hinnehmen will, und für die islamischen Befürworter der Unabhängigkeit der provisorischen „Tschetschenischen Republik Itschkerien“ dessen politisches Oberhaupt Aslan Maschadow.[17]